# Уокли-роуд
Уокли-роуд, англ. Walkley Road, или Оттавская дорога № 74 — крупная улица г. Оттава, Онтарио, Канада. Проходит от Риверсайд-драйва на западе до Рэмсивилл-роуд на востоке.
Большей частью является 4-полосной дорогой, проходящей как через жилые, так и промышленные районы на крайнем юге и юго-востоке городской части г. Оттава.